# 李祥立

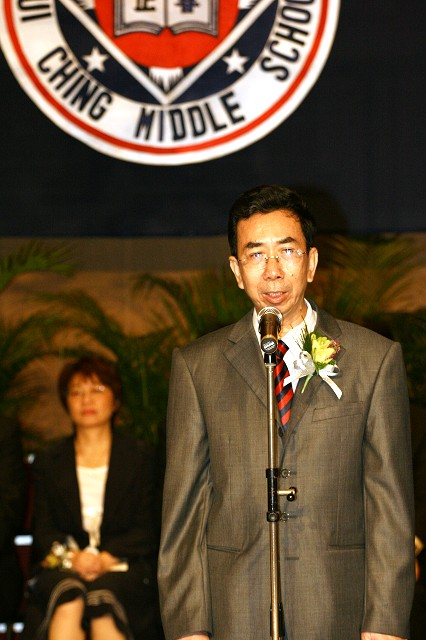
李祥立

李祥立OME（1945年—）生於澳門，澳門教育工作者，現任廣東省政協委員，前任澳門培正中學校長。
他為臺灣師範大學理學士、澳門東亞大學工商管理碩士；他也曾任澳門大學學術部部長、第31-35屆國際數學奧林匹克競賽評判及澳門代表隊領隊。
2006年12月20日，李祥立獲澳門特區政府授予教育功績勳章以表揚他對澳門教育界的貢獻。
2007年5月30日，李祥立在澳門培正中學級社聯絡員代表大會上宣布會在學年結束後退休，原澳門培正校長之職由高錦輝接任。

## 其他職務
- 澳門科技大學第二屆咨詢委員會委員
- 澳門中華文化交流協會副會長
- 澳門特別行政區第一任行政長官推選委員會委員
- 澳門特別行政區第二任行政長官選舉委員會委員
- 澳門特別行政區第9, 10, 11屆全國人大代表選舉會議成員
- 廣東省政協第7,8,9屆委員
- 廣州培正中學校董（1996-2007）
- 澳門紅藍體育會名譽會長（1995-2007）
- 澳門中華教育會監事長（2001-2007）
- 澳門日報讀者公益基金會名譽顧問（1995-2006）
- 澳門市販互助會名譽顧問
- 澳門戒煙保健總會名譽顧問

及其他多個功能團體的顧問
主要著作有《數學漫談》等書籍5冊及多篇論文。